# NGC 3879
NGC 3879 é uma galáxia espiral (Sd) localizada na direcção da constelação de Draco. Possui uma declinação de +69° 23' 00" e uma ascensão recta de 11 horas, 46 minutos e 49,6 segundos.
A galáxia NGC 3879 foi descoberta em 7 de Abril de 1793 por William Herschel.